# Arenys de Mar
Arenys de Mar är en kommun i grevskapet (comarca) Maresme i provinsen Barcelona i Katalonien i Spanien. Arenys de Mar hade 15 030 invånare (2013).